# 4월의 봄 인민예술축전
4월의 봄 인민예술축전은 조선민주주의인민공화국의 축전이다. 축전은 2년마다 외국 예술인들을 초청하는 4월의 봄 친선예술축전이 열리지 않는 해에 개최된다. 축전은 지난 2008년 김정일의 지시로 처음 시작되었다. 해마다 친선예술축전으로 수천여명의 외국인들을 초청해 항공료, 호텔비용, 기념선물 등을 제공하면서 예산이 부족해지자 국내 예술축전을 꾸린 것이라는 주장이 있다.

## 연혁
| 회차 | 연도   | 개막일   | 폐막일   |
| ---- | ------ | -------- | -------- |
| 1    | 2008년 |          |          |
| 2    | 2010년 | 4월 11일 | 4월 19일 |
| 3    | 2013년 | 4월 11일 | 4월 18일 |
| 4    | 2015년 | 4월 11일 | 4월 17일 |
| 5    | 2017년 | 4월 10일 | 4월 17일 |
| 6    | 2019년 | 4월 10일 | 4월 17일 |
| 7    | 2022년 | 4월 10일 | 4월 18일 |
| 8    | 2023년 | 4월 12일 | 4월 18일 |

## 같이 보기
- 태양절
- 4월의 봄 친선예술축전
- 김일성화축전
- 평양국제영화축전
- 세계청년학생축전
- 만경대상국제마라손경기대회